# باشتاد
باشتاد (بالإنجليزية: Båstad) هي مدينة من مدن السويد، تقع في محافظة اسكونه.

## أعلام
- رولف بيرغيرسن